# Nadie sabe para quién trabaja
Nadie sabe para quién trabaja es una película de comedia negra colombiana-peruana de 2017 dirigida por Harold Trompetero y protagonizada por Robinson Díaz, Diego Camargo, Jéssica Cediel, Primo Rojas, Adolfo Aguilar, Claudio Cataño y Francisco Bolívar.

## Sinopsis
Arturo es un tinterillo que ofrece asesoría legal en la ciudad de Bogotá. Simón pide su ayuda para tratar de reclamar una herencia de un familiar lejano, pero tiene un gran problema, su familiar no dejó ningún tipo de testamento. Arturo contrata a Antonia, una hermosa contadora, para que le ayude a reclamar la herencia. En el camino empiezan a cruzarse todo tipo de personajes variopintos que harán incluso más complicada la situación.

## Reparto
- Robinson Díaz como Arturo Pataquiva.
- Jéssica Cediel como Antonia Ramirez.
- Adolfo Aguilar como Simón Quispe.
- Francisco Bolívar como Gustavo Rodríguez.
- Diego Camargo como el asegurador.
- Claudio Cataño como Diego Ángel.
- Hernán Méndez como Bernardo Ángel.
- Primo Rojas como Robledo.
- Claudio Cataño como Peter.